# 흐늘풀과
흐늘풀과(Scinaiaceae)는 진정홍조강 국수나물목에 속하는 홍조식물과의 하나이다. 4속 59종을 포함하고 있다. 넓은흐늘풀 (Scinaia latifrons)과 매끈껍질(Scinaia okamurae), 부채흐늘풀(Scinaia flabellata), 완장흐늘풀(Scinaia okiensis Kajimura), 외흐늘풀(Scinaia japonica Setchell), 탕건흐늘풀(Scinaia tokidae Kajimura) 등을 포함하고 있다.

## 하위 속
- Gloiophloea
- Nothogenia
- 흐늘풀속 (Scinaia)
- Whidbeyella